# 頂數
頂數（Topness，又稱），是一個表示粒子中頂夸克（t）與反頂夸克（t）數量差異的味量子數：
{\displaystyle T=n_{\text{t}}-n_{\bar {\text{t}}}}
傳統上，頂夸克的頂數為 +1 ，反頂夸克的頂數則為 −1。「頂數」一詞不常被使用，多數物理學家會直接表示頂夸克數與反頂夸克數。

## 守恆
如同所有的味量子數， 頂數在强相互作用和电磁相互作用下守恆，在弱相互作用下則不守恆。然而，頂夸克極度不穩定，其半衰期小於 10−23秒，而這是强相互作用所需要的時間。因此，頂夸克不會強子化，亦即它不會形成任何介子或重子，故介子或重子的頂數永遠是零。當達到了能夠發生强相互作用的時間長度時，頂夸克已經衰變為具有其他味的夸克了（通常是底夸克）。

## 延伸閱讀
- Anchordoqui, L.; Halzen, F. . 2009. arXiv:0906.1271  [physics.ed-ph].